# 源内焼六術和尚
『源内焼六術和尚』（げんないやきむじゅつおしょう）は小栗虫太郎の短編探偵小説。『ぷろふいる』第4巻第1号（1936年1月号）に発表、加筆修正の上『二十世紀鉄仮面』（春秋社、1936年9月）に収録。作中に、読者に解読結果が示されない暗号文が登場することで知られる。
小栗によれば、もとは『完全犯罪』でデビューする前の1926年（大正15年）頃に書いた習作だという。

## あらすじ
本作は、小説『源内焼六術和尚』の中に、平賀源内が書いたという設定の作中作『女人国明野夢』（にょにんこくあけののゆめ）が含まれ、さらに、その中に、キリシタン文書という設定の作中作中作『保羅（パウロ）創教之次第』が含まれる、という、二重の入れ子構造になっている。
『源内焼六術和尚』
天明元年（1781年）正月4日、例年恒例の浮世絵師読み本ものの腕比べが催され、礒田湖龍斎、恋川春町、春章らが集まった。しかし、前年にその席で「来年の春には、『女人国明野夢』を書く」と宣言した平賀源内はその場にいない。安永8年（1779年）11月、殺人事件を起こして投獄されたからである。松平伊豆守殿別邸の修理工事の費用をめぐって、出入り職人の久五郎が源内の作った算勘書（みつもりしょ）を盗んだのではないか、と口論になり、久五郎を殺傷してしまったのだ。もし算勘書が源内宅以外の場所から見つかれば、罪は軽くなるはずなのである。
その場に源内の妾・おりんが現れた。杉田玄白から一枚の源内焼の皿が送られてきた、というのだ。その図案は、一艘の南蛮船に福禄寿が載っている、というものだった。湖龍斎は、『女人国明夜夢』について源内が「俺らのは、ありふれた五術和尚じゃなく、六術（むじゅつ）和尚だ」と言っていたのを思い出し、それを聞いた猿猴坊月成が、この図案を「六術和尚」＝「無実」、つまり源内が無実を訴えたものと絵解きする。そして吾妻雄兎子は、南蛮船に、天眼鏡でなければ読めないような小さな文字がびっしりと刻まれていることを発見した。それこそが『女人国明野夢』であった。
『女人国明野夢』
寛永15年（1638年）1月。島原の乱の最中、森宗意の部下・一木（いちぼく）開十郎は、砦にこもって、幕府に味方するオランダ船の砲撃に対峙していた。味方の死体を回収しようとした開十郎は、温泉岳の人穴に落ちてしまう。洞穴の中で、開十郎は一冊の左綴本を発見する。そこには、「保羅（パウロ）創教之次第」と題する、次のような物語が書かれていた。
『保羅創教之次第』
ティベリウス帝即位15年（28年）3月、エルサレム。タルソ人サウロ（すなわち、のちのパウロ）は、耶蘇（イエス）とバクトリア人ビクリの奇妙な行動を目撃し、隠密に調査を始める。かつてサウロはガダラの地で、耶蘇が、ビクリに憑りついた悪魔レギヨンを、ビクリの身体から追い出して豚に取りつかせ、二千匹の豚を湖で溺れ死なせるという奇蹟を目撃し、それがトリックであることを見破っていた。
イスカリオテのユダは、マリアの私生児で父親の知れない耶蘇を、詐術を駆使してユダヤの王に仕立て上げようとしていた。しかし、詐術に嫌気のさした耶蘇が蜂起を拒否したため、ユダは方伯ピラトゥスに耶蘇を売り、耶蘇はゴルゴタの丘で処刑される。
ペテロから「神の子を売った」ことをなじられたユダは、マリアに、耶蘇の出生の秘密を告白させる。マリアは、ある夜、ミリット神殿で男に抱かれ、その男から二枚の銀貨を渡されたことを告白した。ところが、それを聞いて最も驚いたのはユダであった。その銀貨はユダが造った贋金であり、したがって耶蘇の父親とは、他ならぬユダ自身であったことになるからだ。
翌日、ユダはサウロに、耶蘇をユダヤの王に仕立て上げようとした真の黒幕は、大月氏族の健陀羅（ガンダーラ）国から香多摩（ゴータマ）の教えをひろめるために使わされた苦行僧の摩訶多迦（マハータカ）であったことを打ち明け、ペトロと話し合うことを勧めたのち、自殺した。
『女人国明野夢』（つづき）
開十郎が本を読み終えたとき、うら若い女が現れ、本の秘密を告げた。寛永元年（1624年）、キリシタンの男女からなる一団が、迫害を逃れようとして、羅馬（ローマ）の地下宕（カタコムブ）の例にならい、人穴に隠れ住むことになった。ところが、いつしか女たちは、信仰のすぐれたものは処女懐胎をするという狂信にとりつかれ、男たちとの間にいさかいが生じた。男たちは妄信を覚まそうとしてひとつの物語を作ったが、女たちはそれに耳を貸さず、あるとき、男たちを硫黄孔の中に塗りこめてしまった。以後、この人穴は女人国と化していたのである。だが、女たちもその後、新しい硫黄孔に塞がれてしまい、女人国は滅んでいた。

## 評価
初出の『ぷろふいる』1936年1月号では巻頭に掲載された。編集長の九鬼澹は、「編輯後記」で「開巻筆頭の「源内焼六術和尚」は探偵小説フアンの皆さんへの御年玉だ新年の小説はほかの雑誌から読まうとする必要はない。たゞ「源内焼六術和尚」だけは！　これを読まずして探偵小説を云々すること勿れとは、極り文句だが、その通りとフールマークをつけて推賞する」と記している。
発表当時は戯作調の文章が不評で、盟友の木々高太郎からも「小栗君の作の中で江戸時代を材題としたすこし猥本めいた描写を擬した小説、さうしたものは大嫌ひです」と批判されている。
また、作中に登場する暗号文（後述）の解読が最後まで明かされないなど、小説としては明らかに破綻した部分があり、松山俊太郎は、未完成のまま発表されたもので、単行本収録時の加筆修正も不十分に終わったものと推定している。しかし、その未解読の暗号文の存在が、松山の編による、本作を収録した現代教養文庫版『小栗虫太郎傑作選 V 紅毛傾城』（1978年）の発刊を期に知られるようになり、異色の暗号ミステリとして再評価されるようになった。

## 未解読の暗号文
|||4, |3, 5|, |6, 6||, 7|||, |8, 5, 1, 3, ||6, 7|, 3|, 2|, 4|, 3|, |4, |||2,
||5, |1。 ||6, 8, 2|, 6||, 7, 6, 7|, 6||, |4, ||5, 7||, |||2, |||4, 5|。
本作には、ユダからビクリを通じて耶蘇に手渡された、という設定の暗号文が登場する。作中ではサウロが解読しているが、その解読結果は読者に示されないまま話が終わってしまう。
松山俊太郎は、現代教養文庫版『小栗虫太郎傑作選』に本作を収録する際、暗号研究家の長田順行に解読を依頼した。長田は、暗号形式は単一文字換字法で、使用されている文字は23種類34文字であり、このことからアラム語、ヘブライ語、英語、ラテン語、日本語のローマ字表記である可能性はなく、日本語のカナ文字表記である可能性がある、と推定した。その上で、カナ書き日本語の単一換字式暗号では、理論上、文字列のみから解を一つに定めるには約55文字以上が必要であるが、この暗号文は文字数が少なすぎるため、通常の解読法では解を一つに定めることができない、とした。松山は、イエス・キリスト時代の話なのに日本語による暗号文が登場する、という不自然さをカバーするために、日本人による作中作という設定にしたのではないか、と推定している。
1980年（昭和55年）、推理小説ファンの二瓶寛が解読に成功したと主張した。長田の推定通り日本語カナ文字の単一換字式暗号だと仮定した上で、「イエスキリスト」をキーワードとして解読したものである。また、小説の結末に、源内はひそかに「遠州の相良」に隠棲した、という記述があることから、末尾の「300×50×30。」は、 300=10×10×3、「トオ・トオ・ミ」すなわち「遠江」、 50 はゴジュウ＝ゴジョウ（御城）、 30=3・0、「サ・カラ」すなわち「相良」で、源内が自身の隠れ場所を示したもの、と解読した。さらに、この暗号文には裏の意味があるとして、「ヒラカケンナイ」（平賀源内）をキーワードにした解読も示した。これについて長田順行は、「イエスキリスト」をキーワードとした解読と「300×50×30。」の解読については「ほぼ間違いない」としつつも、「ヒラカケンナイ」をキーワードとした「ウラの暗号」については「確定された文字があまりにも少ない。あとは極端にいえば当てずっぽうでしょう」と評している。
二瓶はその後、作中で未解明のままに終わっている「算勘書」（みつもりしょ）をキーワードとした、第三の解読も示している。これについて長田は、「「暗号文の字数が少ないので、いく通りにもとれるだろう」という、私の推測を実証してもらった」と評している。
なお、本作に限らず小栗作品には暗号が頻出するが、長田順行は、その説明がしばしば不正確で非論理的になっていることを指摘しつつ、「超合理主義を目指した虫太郎にとって、暗号もまた装飾の一つであったと考えられる」と述べている。この点については、小栗自身もエッセイ「反暗号学（アンチクリプトグラフィー）」において、「未だ曽て、私は暗号で解決する小説を一篇すらも書いていない」と述べ、自作に登場する暗号が実際には装飾的に用いられていることを認めている。

## 収録単行本
アンソロジーは除く。
- 小栗虫太郎『二十世紀鉄仮面』春秋社、1936年9月。
- 小栗虫太郎『絶景万国博覧会』桃源社、1970年。
- 小栗虫太郎『紅毛傾城 小栗虫太郎傑作選V』社会思想社〈現代教養文庫〉、1978年8月30日。ISBN 4-390-10890-5。
- 小栗虫太郎『小栗虫太郎全作品 7 屍体七十五歩にて死す』桃源社、1979年。
- 小栗虫太郎『小栗虫太郎全作品 7 屍体七十五歩にて死す』沖積舎、1997年12月。ISBN 4-8060-6556-0。 - 1979年桃源社版の復刻。
- 小栗虫太郎『怪奇探偵小説名作選6 小栗虫太郎集 完全犯罪』筑摩書房〈ちくま文庫〉、2003年5月7日。ISBN 4-480-03833-7。